# Edwin Hall

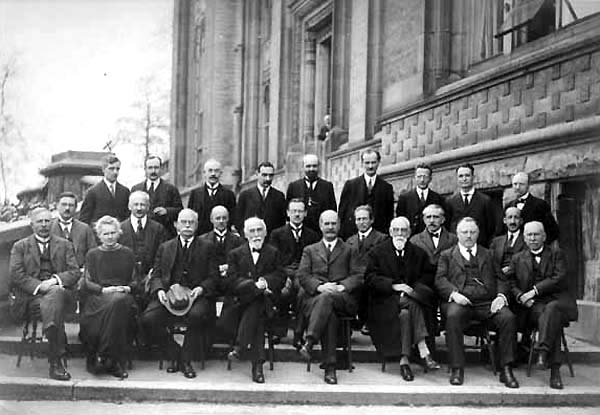
Edwin Hall la Congresul Solvay, 1924 (în primul rând, al treilea din stânga)

Edwin Herbert Hall ['hɔːl] (n. 7 noiembrie 1855, Great Falls, Maine — d. 20 noiembrie 1938, Cambridge,Massachusetts) a fost un fizician american. În 1879 descoperă ceea ce mai târziu se va numi Efectul Hall.